# Wrox Press
Wrox Press (основано в 1992 году) — одно из крупнейших издательств, занимающееся выпуском компьютерной литературы. Первоначально располагалось в Великобритании. Издательство одним из первых стало активно поддерживать инициативу «Программист — программисту» (англ. Programmer to Programmer), согласно которой книги для профессионалов пишут сами профессионалы, как правило это разработчики программного обеспечения со стажем.

## История
Американская холдинговая компания оригинального издательства «Wrox Press» под названием Peer Information лишилась своих активов во время процесса банкротства в 2003 году . Название и некоторые из наиболее успешных брендов (но не сами компании) были приобретены хобокенским издательством John Wiley & Sons, продолжившим выпуск книг под брендом «Wrox».
Среди авторов, изданных «Wrox», были такие признанные эксперты, как: Майкл Кэй, Скотт Хенсельман, Билл Эвьен, Кристиан Нейджел, Томас Риззо, Айвор Хортон, Аймар Спаанджаарс, Рето Мейер, Брайан Найт, Брайан Д. Паттерсон и Скотт Гантри.

## P2P Forum
P2P Forum (P2P — сокр. от «Programmer to Programmer») — специализированный форум для разработчиков, запущенный в ноябре 1999 года издательством "Wrox". Форум представляет собой как обсуждения, так и рассылки по электронной почте, охватывая такие темы, как вопросы языков ASP, Java, PHP, Perl, SQL и Visual Basic, а также уделяя значительное внимание платформе .NET Framework. В настоящее время на нем появляется около 2 000 новых сообщений в неделю.